# Văn hóa phản kháng của thập niên 1960

Dấu hiệu Hòa Bình, được thiết kế và dùng đầu tiên ở Vương quốc Anh bởi tổ chức Campaign for Nuclear Disarmament (Vận động từ bỏ vũ khí hạt nhân), sau này trở thành đồng nghĩa với chống đối chiến tranh Việt Nam.

Văn hoá phản kháng của thập niên 1960 đề cập đến một hiện tượng văn hoá chống lại giới thống trị được phát triển đầu tiên ở Vương quốc Anh và Hoa Kỳ và sau đó lan rộng ra khắp các nước phương Tây vào đầu những năm 1960 cho tới giữa những năm 1970, với Luân Đôn, New York, và San Francisco là những nơi sinh sôi nảy nở của hoạt động văn hoá phản kháng ban đầu. Toàn bộ phong trào đã tăng lên khi Phong trào Quyền của Công dân (1954–1968) tiếp tục phát triển, và sau đó trở thành cuộc cách mạng với việc mở rộng sự can thiệp quân sự rộng lớn của chính phủ Hoa Kỳ tại Việt Nam. Khi những năm 1960 tiến triển, căng thẳng xã hội lan rộng cũng được phát triển liên quan đến các vấn đề khác và có xu hướng chảy dọc theo các đường dây thế hệ về tình dục của con người, quyền của phụ nữ, các cách thức truyền thống về uy quyền, thử nghiệm các loại thuốc ảnh hưởng thần kinh, và các diễn giải khác nhau về Giấc mơ Mỹ. Nhiều phong trào quan trọng liên quan đến những vấn đề này đã được sinh ra hoặc tiến triển trong văn hoá phản kháng của những năm 1960.
Khi thời kỳ tiến triển, các hình thức văn hoá mới và một nền văn hóa ngoài lề năng động chào mừng những cuộc thử nghiệm, những hiện thân hiện đại của chủ nghĩa Bohemian, sự nổi lên của hippie và các lối sống khác xuất hiện. Sự sáng tạo này đặc biệt nổi bật trong các tác phẩm của các ban nhạc Anh xâm nhập vào Mỹ như The Beatles, và các nhà làm phim có các tác phẩm ít bị hạn chế bởi kiểm duyệt. Ngoài phong trào Beatles, nhiều nghệ sĩ sáng tạo khác, các tác giả và nhà tư tưởng, trong và xuyên qua nhiều lĩnh vực, giúp xác định phong trào phản kháng.
Một số yếu tố phân biệt văn hoá phản kháng của những năm 1960 từ những phong trào chống độc tài của các thời kỳ trước đó. Thế hệ "bùng nổ trẻ em" sau chiến tranh thế giới thứ hai  đã tạo ra một số lượng lớn chưa từng thấy những người trẻ tuổi chưa từng bị ảnh hưởng như là những người tham gia tiềm năng trong việc xem xét lại hướng đi của xã hội ở Hoa Kỳ và các xã hội dân chủ khác. Sự giàu có sau chiến tranh đã cho phép nhiều người thuộc thế hệ văn hóa phản kháng phát triển vượt xa sự tập trung vào việc cung cấp những nhu cầu vật chất cần thiết cho sự sống mà đã làm cho những bậc cha mẹ bận tâm đến trong thời kỳ suy thoái của họ. Kỷ nguyên cũng đáng chú ý vì một phần đáng kể trong số các hành vi và nguyên nhân trong phạm vi một phong trào lớn hơn đã nhanh chóng được hòa nhập trong xã hội chủ đạo, đặc biệt ở Hoa Kỳ, mặc dù các đối tượng văn hóa phản kháng rõ ràng là chỉ chiếm thiểu số trong phạm vi dân số quốc gia của họ.
Kỷ nguyên văn hoá phản kháng chủ yếu bắt đầu một cách nghiêm túc với vụ ám sát John F. Kennedy vào tháng 11 năm 1963. Nó nhập vào nền văn hoá phổ biến với việc chấm dứt sự tham gia chiến đấu của Mỹ ở Đông Nam Á và chấm dứt bắt lính vào năm 1973 và cuối cùng là việc từ chức của Tổng thống Richard Nixon vào tháng 8 năm 1974.
Theo nghĩa rộng nhất, văn hoá phản kháng trong thập niên 1960 tăng trưởng từ sự hợp lưu của con người, ý tưởng, sự kiện, các vấn đề, hoàn cảnh và những phát triển công nghệ mà đóng vai trò như các chất xúc tác xã hội và trí tuệ cho sự thay đổi đặc biệt nhanh chóng trong kỷ nguyên đó.

## Bối cảnh

### Địa chính trị hậu chiến

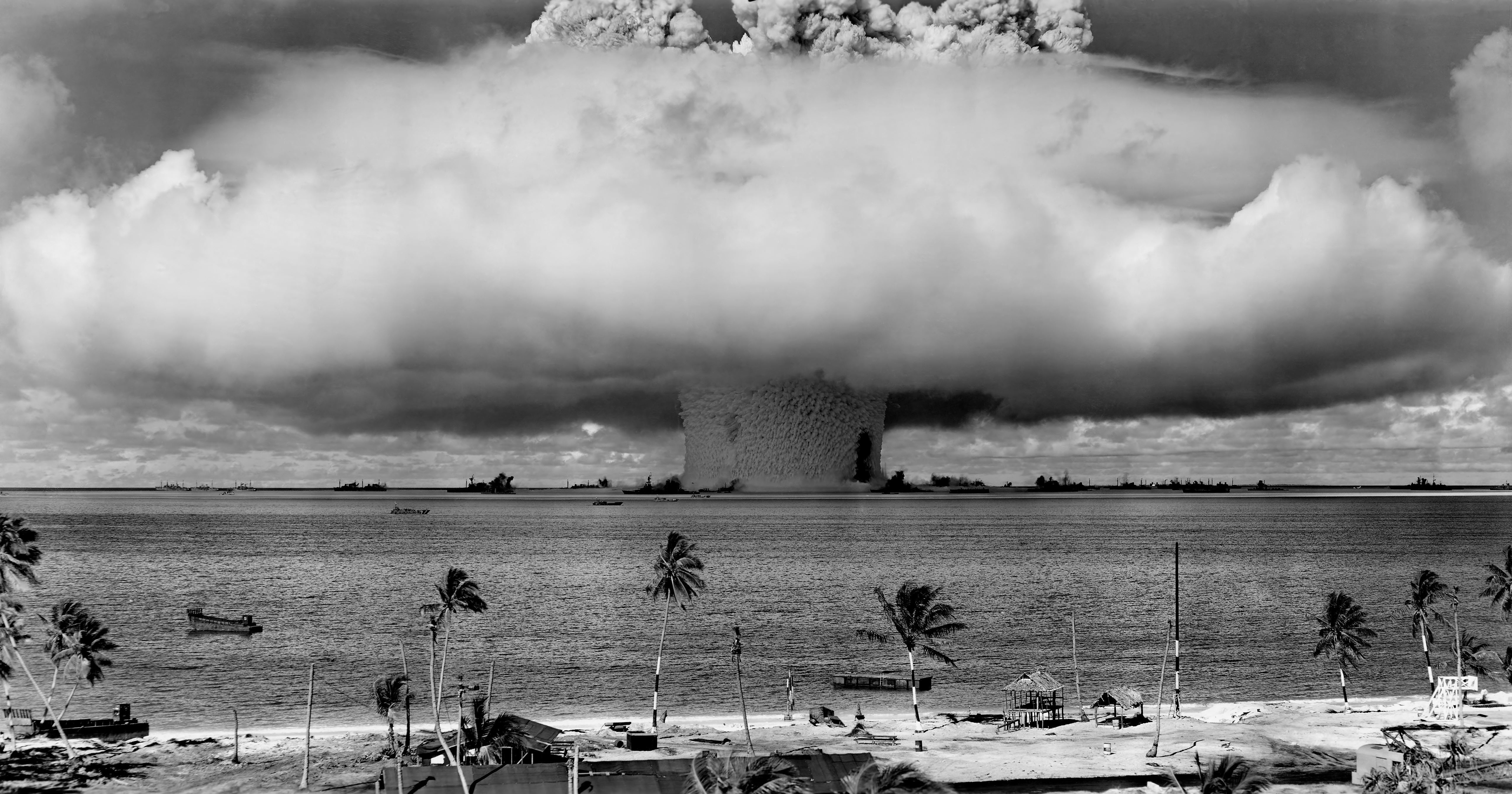
Thử bom hạt nhân dưới nước "Baker", Bikini Atoll, Thái Bình Dương, năm 1946

Chiến tranh Lạnh giữa các quốc gia cộng sản và các quốc gia tư bản liên quan đến gián điệp và chuẩn bị cho cuộc chiến giữa các quốc gia quyền lực, cùng với sự can thiệp chính trị và quân sự của các quốc gia quyền lực trong các vấn đề nội bộ của các quốc gia kém phát triển hơn. Các kết quả thảm hại từ một số hoạt động này đã tạo ra khung cảnh cho sự vỡ mộng với và không tin tưởng vào các chính phủ sau chiến tranh. Các ví dụ bao gồm phản ứng Liên Xô (USSR) khắc nghiệt đối với những cuộc nổi dậy chống cộng, như Cuộc Cách mạng Hungary năm 1956 và mùa xuân Praha của Tiệp Khắc năm 1968, và Sự kiện Vịnh Con Lợn vào năm 1961. Tại Hoa Kỳ, Sự lừa dối ban đầu của Tổng thống Dwight D. Eisenhower  về bản chất của sự cố U-2 năm 1960 đã dẫn đến việc chính phủ bị bắt gặp nói dối trắng trợn ở mức cao nhất và đóng góp vào bối cảnh ngày càng không tin tưởng vào quyền lực của nhiều người đến tuổi thành niên trong thời kỳ này. Hiệp ước cấm thử nghiệm một phần chia rẽ giới thống trị ở nước Mỹ trong cả giới chính trị và quân sự. Những bất đồng chính trị nội bộ liên quan đến các nghĩa vụ của hiệp định trong khu vực Đông Nam Á (SEATO), đặc biệt ở Việt Nam, và cuộc tranh luận về cách mà các cuộc nổi dậy cộng sản khác cần phải được đáp ứng, cũng tạo ra sự khác biệt về bất đồng chính kiến trong cơ sở. Ở Anh, vụ bê bối Profumo cũng liên quan đến các lãnh tụ cầm quyền bị bắt quả tang đang lừa dối, dẫn đến sự vỡ mộng và là chất xúc tác cho chủ nghĩa hành động tự do . Cuộc khủng hoảng tên lửa Cuba, đã đưa thế giới đến bờ vực thẳm của cuộc chiến tranh hạt nhân vào tháng 10 năm 1962, phần lớn là do sự phát ngôn và hành động mờ nhạt của Liên bang Xô viết . Vụ ám sát Tổng thống Hoa Kỳ John F. Kennedy vào tháng 11 năm 1963, và các lý thuyết liên quan đến sự kiện này, đã làm giảm lòng tin vào chính phủ, trong số những người trẻ tuổi hơn.